# Thịt chuột

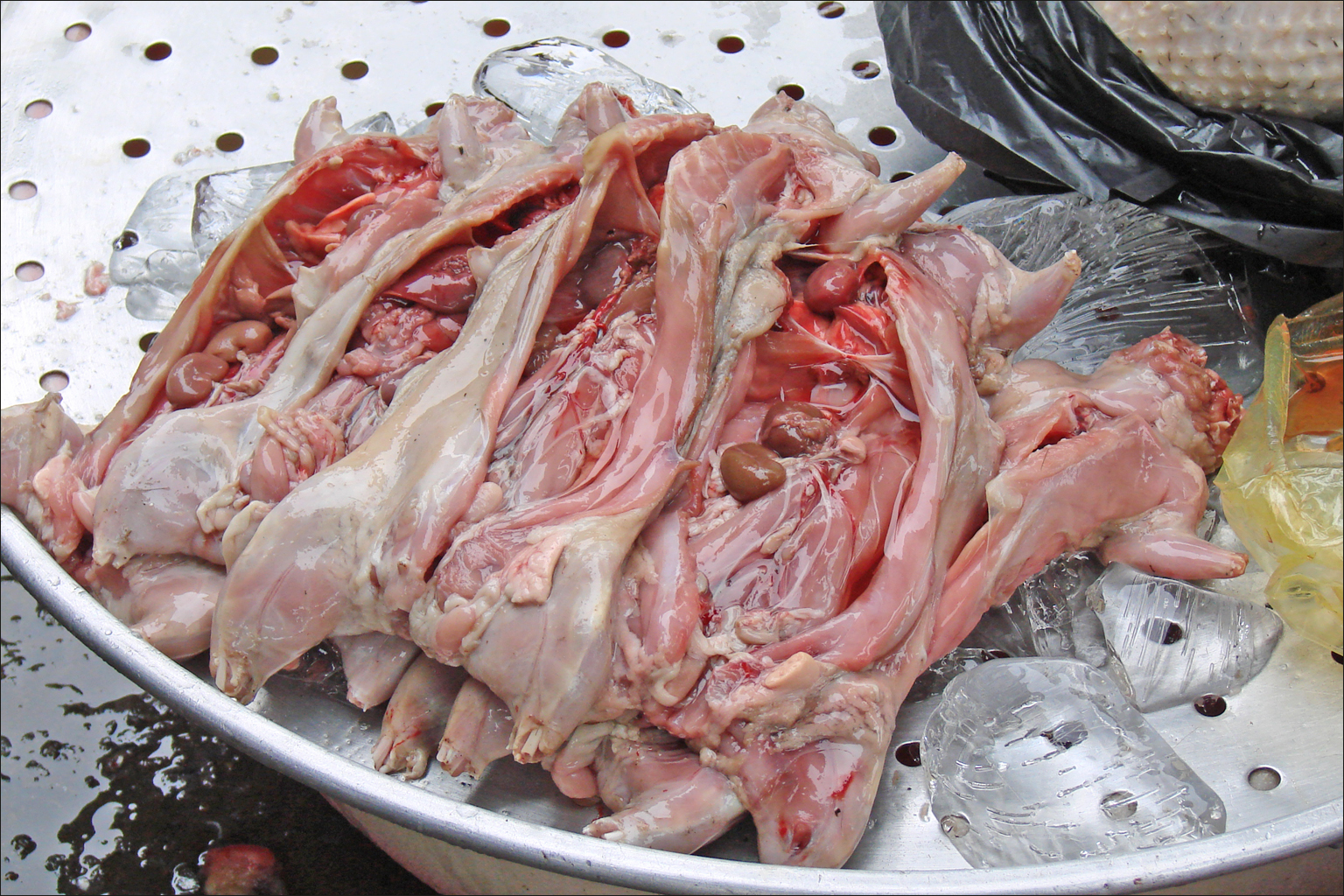
Thịt chuột bày bán tại chợ Sa Đéc, Đồng Tháp

Thịt chuột là món ăn chế biến từ chuột. Thịt chuột có thể sử dụng chuột đồng, thậm chí cả chuột chù, để chế biến thành nhiều món ăn ngon và lạ. Đây là một món ăn không quá xa lạ trong ẩm thực Việt Nam và cũng xuất hiện trong ẩm thực của một số quốc gia khác trên thế giới.                                                                                                                                                                                                                                    

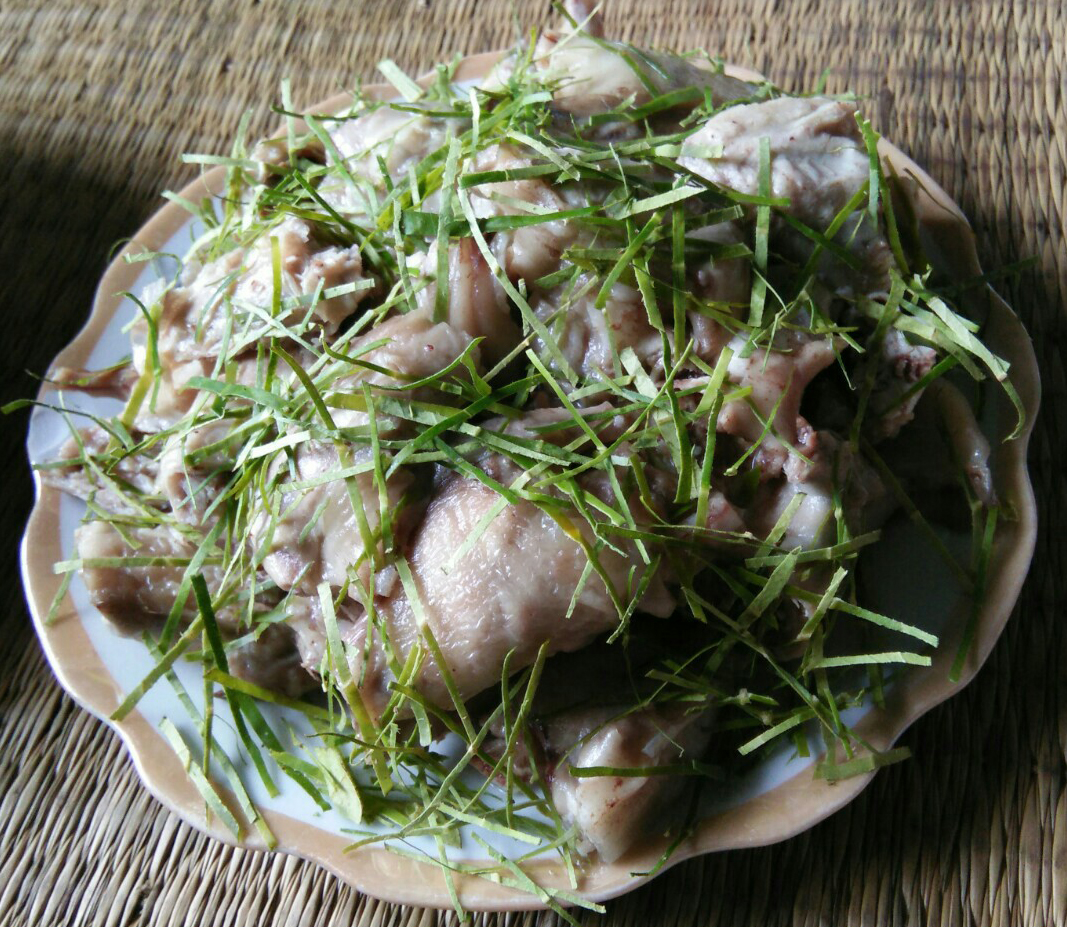
Thịt chuột luộc treo ráo nước và ăn với lá chanh

## Tại các quốc gia

### Trung Quốc

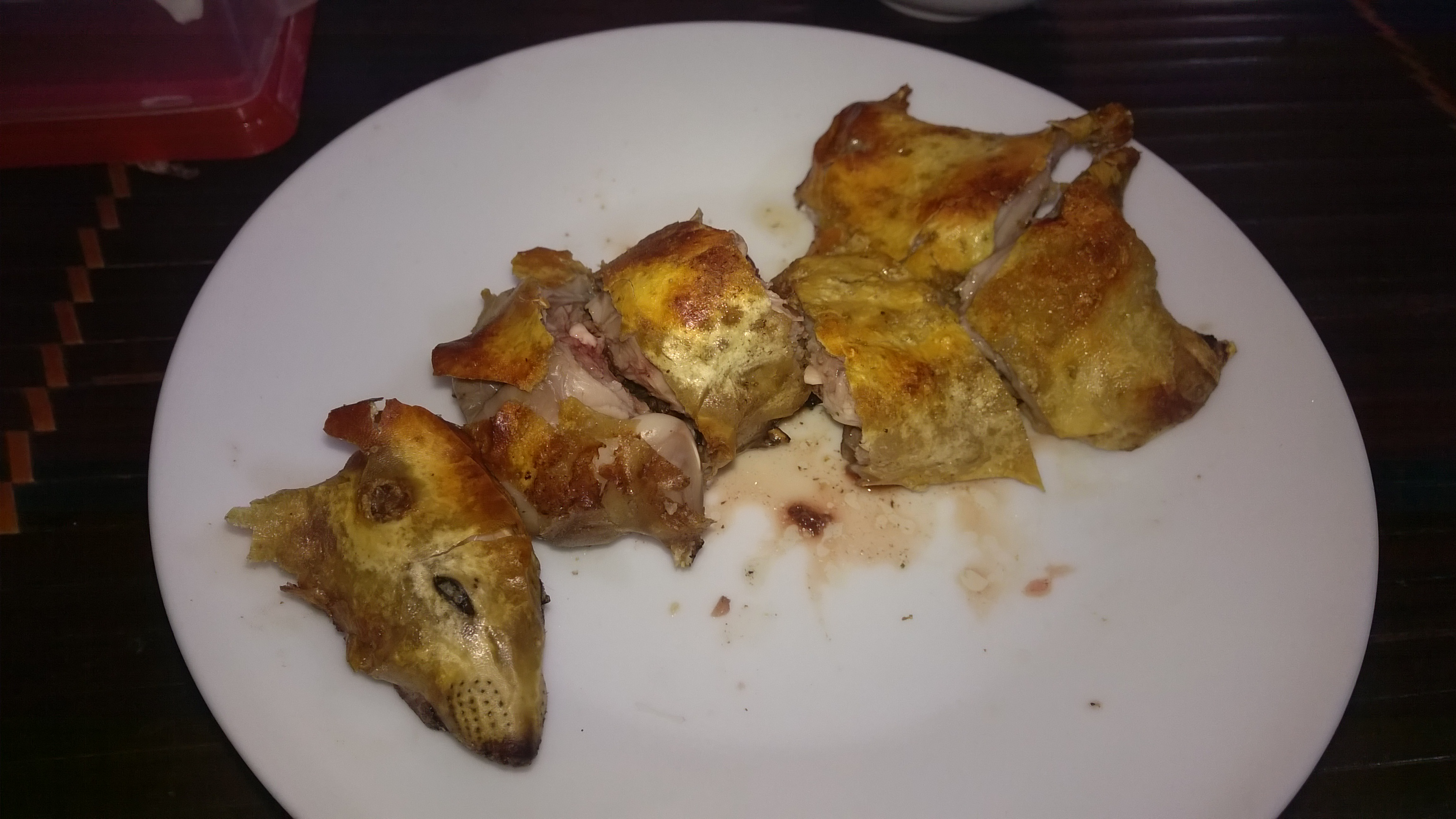
Thịt chuột chiên

Không ai xác định được chuột đã từng được sử dụng như một nguyên liệu chính để chế biến các món ăn từ bao giờ và phổ biến nhất trong những quốc gia nào. Vũ Bằng, trong cuốn Món lạ miền Nam, khi dẫn lời của một người chồng nói chuyện với vợ, cho biết tại Trung Hoa chuột được cho ăn sâm và nuôi bằng phương thức đặc biệt để tạo nên món ăn "thập toàn đại bổ" mang tên sâm thử (chuột sâm): Từ Hy Thái Hậu, trong đại lễ yến chiêu đãi liên quân 8 nước, đã giới thiệu với người phương Tây món ăn "sâm thử" này với tư cách là một trong bảy món ăn đặc biệt nhất trong tổng số 140 món được giới thiệu suốt 7 ngày đêm. Những con chuột mới đẻ được nuôi trong lồng, cho ăn sâm thượng hảo hạng và uống nước suối tinh khiết. Lứa chuột đẻ ra lại được nuôi theo cách thức tương tự để sinh lớp chuột mới và lứa chuột mới này lại tiếp tục nuôi đến đời thứ 3. Sau đó những con chuột "đã hấp thụ tất cả cái tinh hoa, bén nhậy, khôn ngoan của giống chuột cộng với tất cả tính chất cải lão hoàn đồng, cải tử hoàn sinh, tráng dương bổ thận của cây sâm", mới được đem ra sử dụng. Con chuột mới sinh đỏ hỏn (chuột bao tử) còn sống được đưa lên đĩa ngọc và được quan khách dùng nĩa xúc ăn.
Tại nhiều vùng trên đất nước Trung Hoa hiện nay thịt chuột được ưa chuộng. Vùng Vũ Hán các khách sạn lớn đều có bán thịt chuột với thực đơn gồm 10 món đặc sản chế biến từ 100 con chuột đồng vùng Giang Nam, trong số này món phi lê chuột. Người Phúc Kiến đánh giá cao món lườn chuột. Tại các khu chợ khắp Quảng Tây đều có bán chuột sống, còn Quảng Đông thì có thịt chuột đóng hộp.

### Việt Nam

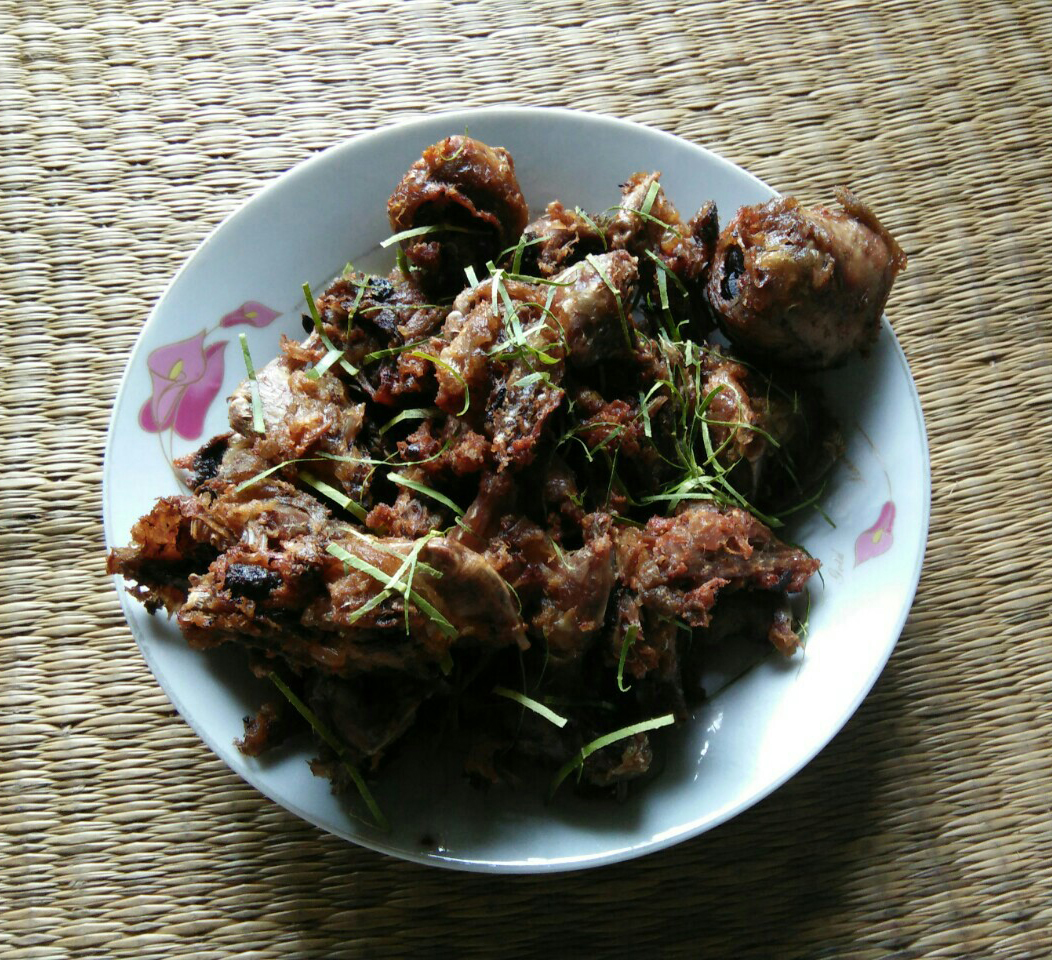
Một đĩa thịt chuột chiên tại làng Tú Đôi, Kiến Quốc, Kiến Thụy, Hải Phòng

Tại Việt Nam, thịt chuột được chế biến thành nhiều món ăn tùy địa phương, phong tục và sở thích của người nội trợ. Tuy có ý kiến cho rằng trong bối cảnh có nạn đói năm 1945, hay sự thiếu thốn lương thực trong thời bao cấp do đói quá chuột mới được sử dụng làm thức ăn, nhưng trong thực tế từ trước tới nay rất nhiều địa phương trên đất nước Việt Nam vẫn sử dụng thịt chuột như một trong những món ăn phổ thông, món ăn đặc sản. Thậm chí có một số địa phương tại miền Bắc Việt Nam (như Từ Sơn - Bắc Ninh; Thạch Thất, Hoài Đức - Hà Nội;Yên thành - Nghệ An) thịt chuột là một phần không thể thiếu của mâm cỗ trong đó có cả cỗ cưới.
Tại Miền Nam (Việt Nam), có Làng chuột Phù Dật (ấp Bình Chiến, xã Bình Long, huyện Châu Phú, tỉnh An Giang) từ lâu đã không còn xa lạ với người dân trong và ngoài tỉnh, có số hộ dân săn bắt và buôn bán chuột đồng tập trung nổi danh khắp các tỉnh khu vực miền Tây.

### Các nước khác
Trong bài viết về chuột và những điều kỳ lạ có liên quan, tác giả cho biết tại Đài Loan, những cặp vợ chồng hiếm muộn "thi nhau ăn chuột với mục đích cháy bỏng là sớm có thai", tuy rằng chính xác hơn, bài báo nói cụ thể rằng các cặp vợ chồng thường tìm ăn bộ phận sinh dục của chuột. Lý do để các cặp vợ chồng lựa chọn thịt chuột không ngoài niềm tin sẽ "mắn" như chuột, vì loài chuột đẻ nhanh và nhiều.
Theo bài báo tóm lược về những năm tháng đấu tranh giai cấp tại Liên Xô, những năm 1930 tại Liên Xô khi tiến trình tập thể hóa đã kéo theo hệ quả là tình trạng trâu bò lợn gà chết hàng loạt và nạn đói xảy ra tại rất nhiều địa phương, người dân đã phải ăn cả thịt chuột, côn trùng và vỏ cây.
Các dân tộc ở miền Bắc cực chế biến thịt chuột thành một món ăn độc đáo, bằng cách đem thịt chuột đã làm xong ngâm vào rượu vài giờ, sau đó vớt thịt chuột ra lăn bột rồi đem chiên ăn rất ngon và lạ miệng.
Tại Campuchia món thịt chuột đồng cay với tỏi đặc biệt được ưa chuộng. Do lạm phát lên cao, trong năm 2008 giá thịt chuột tại quốc gia này đã tăng gấp 4 lần so với năm trước. Bên cạnh đó, các quốc gia như Thái Lan, Ấn Độ cũng thịnh hành thịt chuột. Nhằm chống chọi với giá lương thực tăng nhanh, chính quyền một bang ở Đông Ấn Độ đã khuyến khích người dân ăn thịt chuột.

## Một số món ăn từ thịt chuột

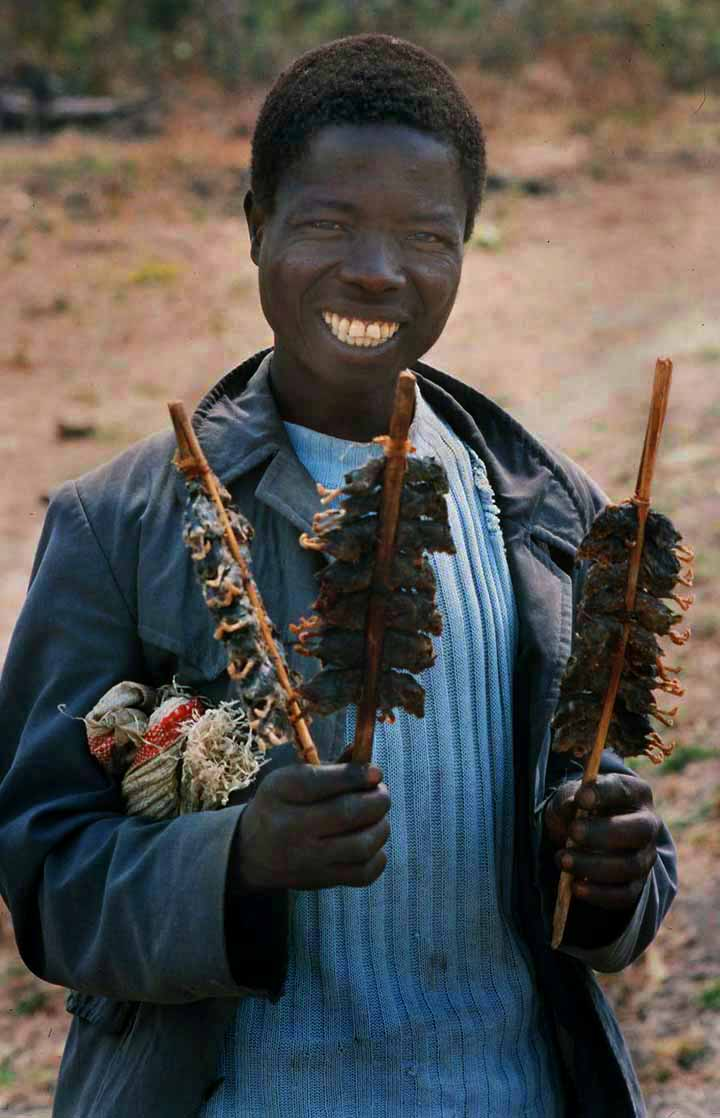
Thịt chuột ở Malawi

Thịt chuột đồng có màu trắng và thơm ngon như thịt gà, được sử dụng như một nguyên liệu chính, kết hợp với các phụ gia để chế biến nhiều món ăn từ đơn giản đến cầu kỳ. Hàng trăm món ăn thịt chuột đặc biệt về hương vị và cách thức thực hiện có thể được liệt kê: chuột xắt miếng to khìa nước dừa và sả ớt, chuột xào sả ớt, chuột ram mặn với muối, chuột xào lá cách, chuột nấu canh chua, chuột ướp sả nướng, chuột băm nhỏ xào lá quýt, chuột xào lá mò om cuộn bánh tráng nướng, chuột xào bầu, chuột luộc rắc lá chanh thái chỉ, chuột xào với đậu phụng và hành lá ăn với bún, chuột ram vàng kho mềm chấm muối chanh hay nước mắm dầm ớt, chuột nấu đong, chuột nấu giả cầy, chuột xào chua ngọt, chuột sốt cà chua, chuột ướp tỏi ớt kẹp lá chanh nướng, tiết canh chuột, chuột ướp lá lốt phơi hay sấy khô tương tự món bò khô hay khô nai khô mực, chuột ướp hành tỏi bỏ lò, chuột xào lăn, chuột làm mắm, chuột nấu đông, chuột bao tử hấp thuốc bắc, chuột xé phay, chuột lúc lắc, gỏi chuột, chuột cà ri, chuột quay trong các lu vại, chuột nấu chua cơm mẻ, thịt chuột nấu với hà thủ ô và lá câu kỷ, chuột nhồi thịt và các gia vị vào da chuột đem hấp hoặc nướng, chuột bao tử hấp cơm, chuột bao tử nhúng dấm, chuột bao tử tẩm bột chiên v.v.
Chuột bắt về thường được sơ chế bằng cách lột da, cắt bỏ tứ chi, đuôi, hạch cổ hạch bẹn, vứt ruột chỉ lấy tim gan cật, treo lên cho ráo nước (thành ngữ ướt như chuột lột chỉ những con chuột ướt nước khi bị lột da), sau đó mới được chế biến thành các món ăn tùy thích. Tuy vậy, các món thịt chuột thơm ngon nhất khi chuột được sơ chế với phương thức thui vàng lột da để tránh bị sình vì nước có trong thịt. Thịt chuột nếu quá nhiều, ăn không hết có thể bảo quản bằng cách ướp muối trong các lu, khạp để giữ thịt tươi ngon; bên cạnh đó có thể làm mắm thịt chuột hay sấy khô ăn dần.

## Đánh giá
Trong thiên "Thịt chuột" của cuốn sách Món lạ miền Nam, trong khi dẫn lời một số nhân vật và bằng lối phê bình ấn tượng, Vũ Bằng cho biết thịt chuột không phải là thứ ăn chơi ăn bời nhưng là một thực phẩm gia dụng, một món ăn được nhiều người ưa chuộng và ca tụng hơn cả thịt gà, thịt vịt, thịt rừng, thịt chó. Bàn riêng về món thịt chuột chù, tác giả cũng nhấn mạnh thêm với các nhận xét: sách Tàu nói rằng thịt chuột chù ăn ngon hơn cả các giống chuột khác, và thịt chuột chù sơ chế cẩn thận trước khi chế biến món ăn thì thịt nó ngọt và thơm kinh khủng, có lẽ không có một thứ sơn hào hải vị nào sánh kịp. Mà lại có tiếng bổ dương ích khí còn hơn cả hải cẩu và cao hổ cốt!.
Ngày 14 tháng 3 năm 2019, đặc sản thịt chuột Việt Nam được lên tạp chí National Geographic. Nữ nhà báo Christine Dell'Amore thừa nhận miếng thịt chuột trong miệng cô 'thật sự rất ngon, như phô mai que".